# Cheilotrichia (Empeda) kuranda
Cheilotrichia (Empeda) kuranda is een tweevleugelige uit de familie steltmuggen (Limoniidae). De soort komt voor in het Australaziatisch gebied.